# Stroganovové
Stroganovové nebo Strogonovové (rusky Стро́гановы, Строгоновы), ve francouzské podobě jako Stroganoff, je někdejší velmi úspěšná rodina ruských obchodníků, průmyslníků, feudálů a státníků v 16. – 20. století. Někteří členové rodu získali šlechtický titul.

## Dějiny rodu
Od dob panování Ivana Hrozného byli Stroganovové nejbohatším rodem v Ruském carství. Financovali například ruské dobytí Sibiře nebo znovudobytí Moskvy Dmitrijem Michajlovičem Požarským na Polácích. Také Stroganovská škola ikonobrazectví nese jejich jméno. Petr I. Veliký povýšil Stroganovce do šlechtického stavu (baron Ruského impéria). Poslední člen rodu zemřel roku 1923 ve Stroganovském paláci v Petrohradě.

## Původ

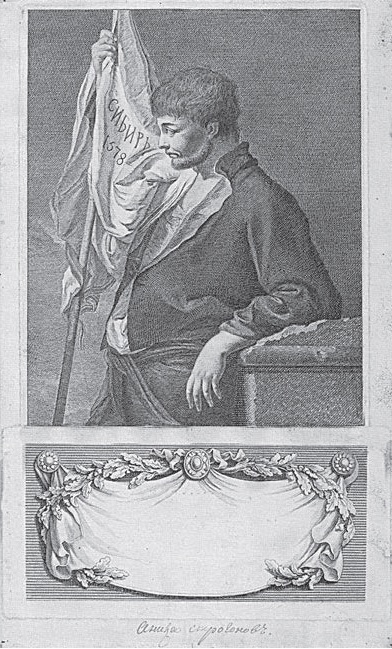
Anikej Fjodorovič Stroganov

Stroganovové byli původně zámožní pomorští sedláci (tzn. ze subarktické oblasti Ruského carství, při pobřeží Bílého moře). Fjodor Lukič Stroganov, zakladatel rodu z konce 15. století, pocházel z Novgorodu a přesídlil do Solvyčegodsku na ruském severu. Zde jeho syn Anikej Fjodorovič Stroganov (1488–1570) v roce 1515 založil solivar, který se později stal velmi významným hospodářským subjektem. V roce 1558 car Ivan Hrozný udělil Anikejovi Stroganovskému a jeho potomkům rozlehlá panství podél toků řek Kama a Čusovaja, které se tehdy nacházely na samé východní výspě ruského osídlení.

## Stroganovové baroni a hrabata

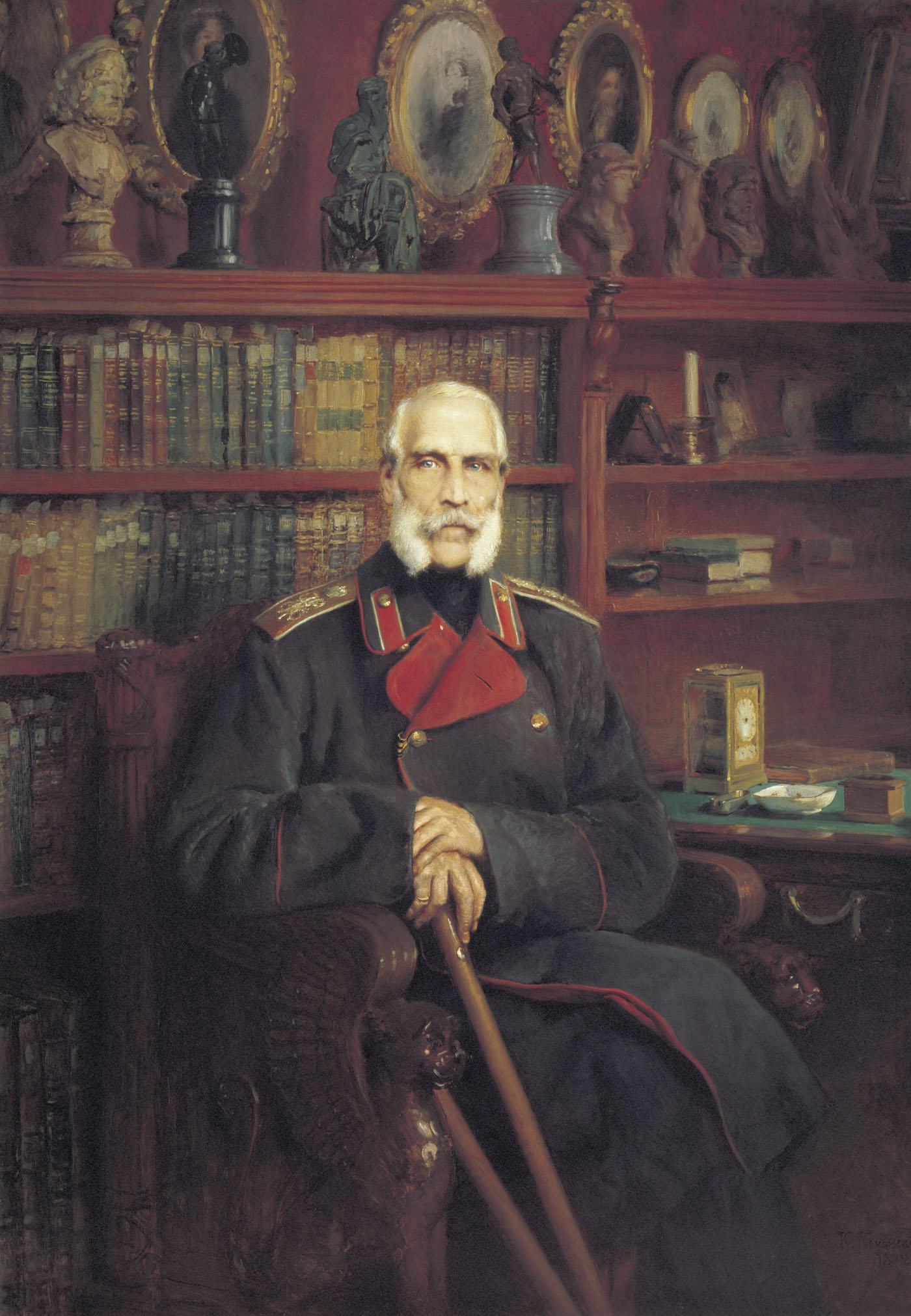
Sergej Grigorievič Stroganov na obraze Konstantina Makovského, 1881

Během severní války v letech 1700–1721, poskytli Stroganovové značné finanční prostředky vládě Petra Velikého, za které byl v roce 1722 Alexandru Grigorjevičovi, Nikolaji Grigorjevičovi a Sergeji Grigorjevičovi Stroganovovým udělen titul barona a později také hraběte. Od té doby byli Stroganovové členy ruské aristokracie a zastávali významné posty ve vládě.
- Sergej Grigorjevič (1707–1756) hrál významnou roli za panování Alžběty Petrovny.
- jeho syn Alexandr Sergejevič (1733–1811) byl členem výboru pro vypracování nového zákoníku za panování Kateřiny Veliké. Na přelomu 18. a 19. století zastával významné posty, jako například předsednictví v Ruské akademie umění, post uměleckého ředitele Veřejné knihovny a člena Státní rady.
- Pavel Alexandrovič Stroganov (1772–1817) byl členem tajného výboru (Негласный комитет) cara Alexandra I. a pobočníkem ministra vnitra.
- Sergej Grigorjevič Stroganov (1794–1882) byl generálním guvernérem Moskvy v letech 1859–1860. V roce 1825 založil Moskevskou umělecko-průmyslovou akademii.
- Alexandr Grigorjevič Stroganov byl ministrem vnitra v letech 1839–1841 a poté (od roku 1849) členem Státní rady.

## Současnost
Po ruské revoluci v roce 1917 Stroganovové emigrovali společně s bělogvardějci a veškerý majetek rodiny v Rusku byl znárodněn bolševiky.
V roce 1992 vznikla ve státě New York nezisková organizace The Stroganoff Foundation, která se zabývá sběrem, ochranou a restaurováním ruského kulturního dědictví rodu Stroganovových. Založení Stroganoff Foundation iniciovala baronka Hélène de Ludinghausen žijící v Paříži, jejíž matka, kněžna Xenia Alexandrovna Ščerbatova-Stroganova, se narodila ve Stroganovském paláci.